# La Liberté
La Liberté (dt. Die Freiheit) ist eine französischsprachige Schweizer Tageszeitung der La Liberté medias S.A. Sie wird von Freiburg aus im frankophonen Gebiet des Kantons Freiburg sowie in angrenzenden Gebieten des Kantons Waadt vertrieben. Die WEMF-beglaubigte Auflage beträgt 33'637 (Vj. 34'528) verkaufte bzw. 38'423 (Vj. 39'390) verbreitete Exemplare, die Reichweite 99'000 (Vj. 97'000) Leser (WEMF MACH Basic 2018-II). Sie ist damit die drittgrösste Zeitung der Romandie. Gegründet wurde sie 1871 als Journal catholique quotidien – als katholische Tageszeitung.

## Geschichte
Der Chorherr Joseph Schorderet gegründete die Zeitung mit dem Ziel, die Politik der römisch-katholischen Kirche im Kulturkampf gegen liberale Tendenzen zu verteidigen. Die Zeitung verstand sich als Teil der «Schwarzen Internationale» (Schwarz gilt als Farbe des katholischen Klerus). Erster Chefredakteur war der Franzose Mamert Soussens, der zuvor den 1863 gegründeten L’Ami du peuple in Romont geleitet hatte. Der Name wurde als Provokation an die Adresse der Liberalen gewählt und sie war weniger lokal, als vielmehr national und international ausgerichtet. Im Kulturkampf schlug La Liberté einen härteren Ton an als das thematisch und ideologisch ähnliche aber verwaltungsnahe Blatt Le Chroniqueur. Später entwickelten sich Spannungen zwischen den beiden Zeitungen, da sich der Chroniqueur als Zeitung der moderaten Katholiken etablierte. Diese Angriffe führte Schorderet gegen deren 1879 gegründete Nachfolgezeitung Le Bien public weiter, zum Vorteil der Ultramontanen.
La Liberté rief zu Beginn des 20. Jahrhunderts zum Boykott der Genfer Zeitung Le Peuple suisse auf, der sie unter anderem zum Vorwurf machte, Werbeinserate für Produkte für die Empfängnisverhütung zu enthalten. La Liberté wird bis heute vom im Sinne des Presseapostolats gegründeten Pauluswerk (Œuvre de Saint-Paul) der Schwestern vom heiligen Paulus in Freiburg gedruckt und produziert. Laut dem Freiburger Historiker Alain Clavien bestimmte der dominierende Politiker Georges Python ab den 1890er Jahren die redaktionelle Linie der Zeitung. Clavien bezeichnet sie als das Presseorgan Pythons. Dessen grösste Machtentfaltung, die Zeit der sogenannten «République chrétienne», endete 1914.
Die Redaktion mit Sitz in einem Jugendstilgebäude am Boulevard de Pérolles zählte bis um 1965 zahlreiche Priester unter seinen Mitgliedern. Bis nach dem Zweiten Weltkrieg vertrat die Zeitung eine streng katholisch-konservative Haltung. In den 1930er Jahren positionierte sie sich mit Beiträgen von Don Luigi Sturzo entschieden gegen die Nazi-Diktatur, ihre Haltung zum Italienischen Faschismus und zum Austrofaschismus blieb aber weniger eindeutig, weshalb sie kritische Artikel Don Sturzos unterschlug.
Ab 1970 begann eine vorsichtige Öffnung zu liberaleren und kritischeren Standpunkten. 2014 öffnete das Pauluswerk wegen fehlenden Nachwuchses ein Drittel des Aktionariats. Seither gehören je 15 % der Freiburger Kantonalbank und dem grösstenteils staatlich gehaltenen Energiekonzern Groupe E. Diese bilden zusammen die Sofripa S.A.
Wie andere historische Schweizer Zeitungen wurden Ausgaben von La Liberté von 1871 bis 2012 digitalisiert und sind über die Plattform e-newspaperarchives.ch frei zugänglich.
Seit 2023 arbeitet La Liberté mit der digitalen Plattform Frapp zusammen. Die Kooperation soll dazu dienen eine gemeinsame digitale Plattform in französischer Sprache aufzubauen und die digitale Präsenz der beiden Medienhäuser zu stärken.
Im Rahmen eines Angebotes des Kanton Freiburgs wird den 18-jährigen Einwohnern ein kostenloses digitales Jahresabonnement für eine der Zeitungen des Kantons offeriert, darunter auch La Liberté. Dies soll junge Erwachsene dazu ermutigen sich über aktuelle Ereignisse zu Informieren und lokale Medienvielfalt zu fördern.

## Chefredaktoren
- Mamert Soussens, 1871–1903
- Pie Philipona, 1903
- Émile Bise, 1904–1906
- Mgr Jean Quartenoud, 1906–1938
- Albert Dessonnaz, 1938–1945
- Roger Pochon, 1951–1970
- François Gross, 1970–1990[10]
- José Ribeaud, 1990–1996
- Roger de Diesbach, 1996–2004[11]
- Louis Ruffieux, 2004–2015[12]
- Serge Gumy, 2015–2021[13]
- François Mauron[14]